# Zelenîi Hai, Velîka Oleksandrivka
Zelenîi Hai (în ucraineană Зелений Гай) este un sat în așezarea urbană Kalininske din raionul Velîka Oleksandrivka, regiunea Herson, Ucraina.

## Demografie
Componența lingvistică a localității Zelenîi Hai
     Ucraineană (90,68%)
     Rusă (9,32%)
Conform recensământului din 2001, majoritatea populației localității Zelenîi Hai era vorbitoare de ucraineană (90,68%), existând în minoritate și vorbitori de rusă (9,32%).